# Cintura di castità

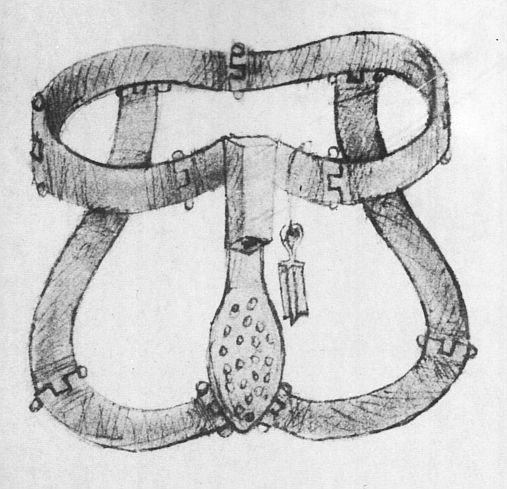
Disegno raffigurante una cintura di castità dal Bellifortis di Konrad Kyeser, XV secolo

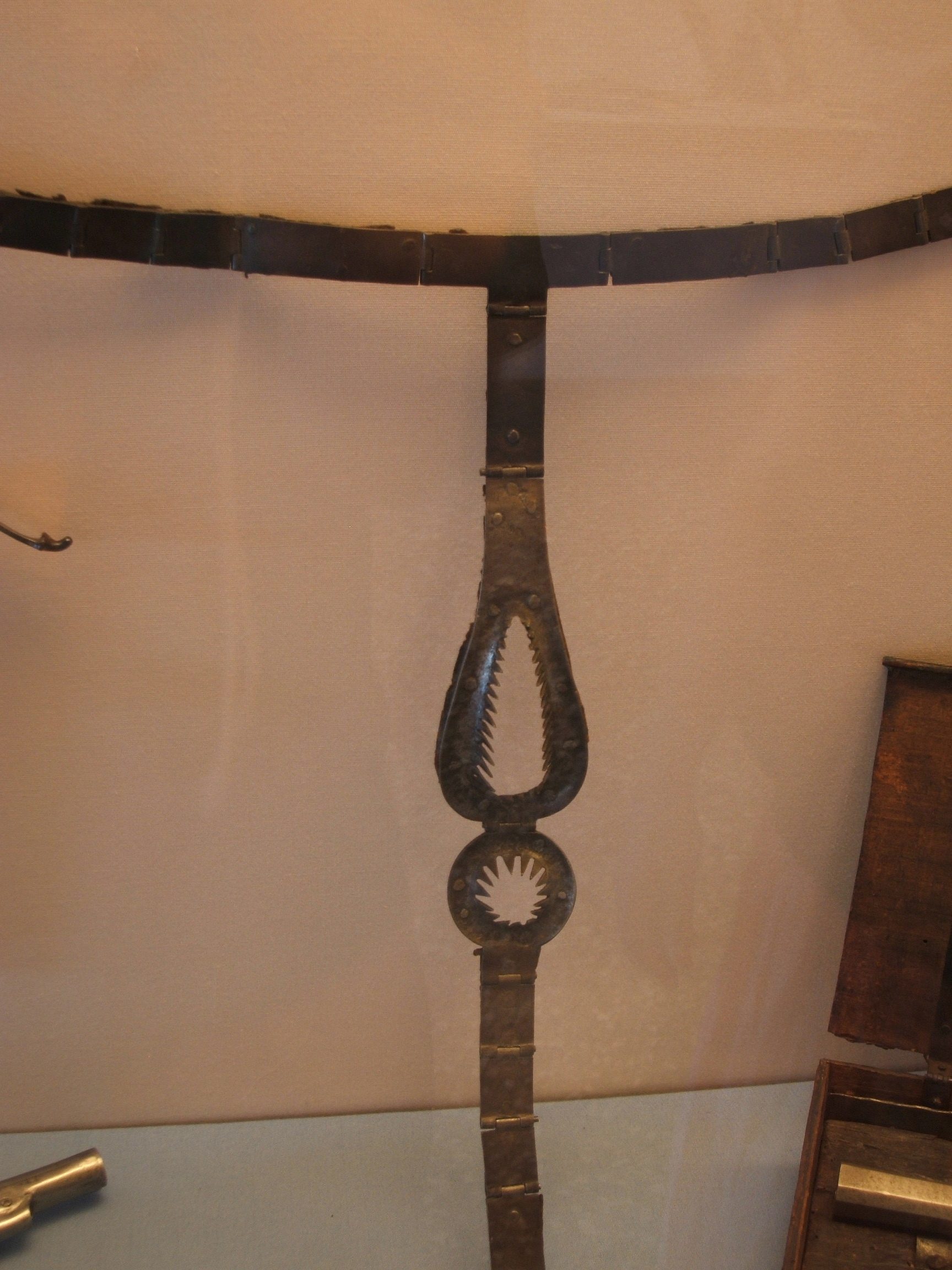
Cintura di castità veneziana del XVII-XVIII secolo

La cintura di castità è un mezzo di contenzione fisica mediante il quale è possibile impedire a un soggetto, maschio o femmina, consenziente o meno, di avere rapporti sessuali. Ritenuta un mezzo in uso nel periodo medievale, si è poi scoperto essere un falso storico che risale al XV secolo e gli esemplari pervenuti in epoca contemporanea risulterebbero realizzati nel XIX secolo. Il mito venne impiegato per dimostrare quanto fosse stata buia l'epoca medievale e di conseguenza di come la civiltà si stesse evolvendo; inoltre vi era anche una impossibilità pratica di poterle impiegare al fine di garantire la castità perché nessuno sarebbe potuto sopravvivere alle conseguenze igieniche che l'utilizzo di un simile strumento avrebbe comportato.

## Storia
Nell'aneddotica tradizionale si fa risalire l'uso della cintura di castità al tempo delle Crociate, collegandola alla necessità, per i cavalieri che partivano in guerra, di assicurarsi la fedeltà delle proprie mogli. L'esistenza e l'utilizzo della cintura di castità nel Medioevo è stata però contestata. Il primo documento in cui ne compare una raffigurazione è il Bellifortis di Konrad Kyeser, un manoscritto del 1405 dedicato alla tecnologia militare dell’epoca, nel quale compare un congegno presentato come uno strumento imposto alle donne fiorentine dai mariti preoccupati della loro fedeltà e descritto con commenti ironici dallo stesso autore; inoltre, a parte questa citazione, non risulta nulla del genere nella Firenze del tempo. Il libro è conservato nella biblioteca di Gottinga e la cintura è qui nominata come "congegno fiorentino"; tale manoscritto nel suo interno contiene disegni di macchine da guerra, armature, strumenti di tortura, vari strumenti militari e alcune invenzioni immaginarie. Comunque è ormai da tempo opinione comune fra gli storici che l'uso medievale della cintura di castità sia un falso storico. Il mito di uno strumento che impedisse i rapporti sessuali risale all'epoca dei Romani ma era una semplice fascia di stoffa intesa come un simbolo di castità o verginità, poco più di un ornamento, e si ritiene che anche nella successiva epoca medievale, i riferimenti alla cintura - come ad esempio nelle opere di Boccaccio e Rabelais - fossero solo invenzioni letterarie con significati simbolici. In alcune incisioni del XVI secolo, tra cui una attribuita a Sebald Beham, si trovano raffigurazioni di donne con una cintura tra due uomini che si scambiano denaro; in questo caso la rappresentazione porta a pensare che la donna sia una prostituta il cui protettore apre il lucchetto solo al pagamento della prestazione ma anche in questi casi si pensa si tratti di simboli e non un chiaro riferimento alla realtà.
Esemplari di cinture di castità si incominciarono a ritrovare in alcuni musei a partire dal 1840 come ad esempio nel museo d’arte medievale di Cluny che riportava indicato che l'oggetto era appartenuta alla regina di Francia Caterina de' Medici ma nel 1990 venne scoperto che risaliva al XIX secolo; un altro caso simile si verificò al British Museum dove venne a lungo esposta una cintura che si ipotizzava fosse risalente al XVI secolo ma venne poi datata alla metà dell’800 e tolta dalle esposizioni; se ne trovano anche in altri musei ma spesso ne viene indicata l'origine dubbia o comunque recente.
Sia le rappresentazioni grafiche risalenti all'età medievale, sia quelle molto più numerose del periodo rinascimentale, non ne provano l'effettiva esistenza così come in epoca moderna il disegno di un disco volante non è prova dell'esistenza degli extraterrestri e tali rappresentazioni artistiche hanno spesso intenti satirici legati alla gelosia del marito nei confronti della moglie. Nel XIX secolo nei paesi anglosassoni le cinture di castità vennero usate dalle donne per proteggersi dal rischio di stupro in un periodo nel quale le donne si inserivano in contesti fino ad allora solo maschili come le fabbriche o imposte agli adolescenti per impedire la masturbazione, considerata all'epoca dannosa per la salute o, comunque, contraria alla morale e ci furono i primi brevetti risalenti agli inizi del 1900. Nel XX secolo sono diventate oggetti per giochi erotici nelle pratiche sadomasochiste; all'interno della comunità BDSM, versioni moderne dello strumento vengono impiegate per quel tipo di dominazione-sottomissione che prevede di demandare al partner dominante la decisione riguardo alla sessualità del partner sottomesso. In questo caso, è il partner dominante, di solito, a detenere la chiave e quindi a regolare l'uso e la rimozione della cintura, con l'obiettivo, oltre che di indurre l'impossibilità di avere rapporti sessuali, anche di ottenere una maggiore umiliazione e repressione sessuale del soggetto sottomesso, impedendone anche la masturbazione e, nel caso dei maschi, rendendone dolorosa la stessa erezione. In questo tipo di relazioni il cosiddetto "dono della chiave", che lo slave fa nei confronti del dominante, assume un valore molto significativo, come testimonianza effettiva dell'importanza della relazione e della fiducia che il sottomesso ha, nei confronti di chi assume il controllo sulla sua sessualità.

## Descrizione
Sono esistiti svariati tipi di cintura di castità ma l'aspetto prevalente, essenzialmente, si compone di una banda in vita e una fascia pubica che copre completamente i genitali, in modo da renderli inaccessibili, bloccate insieme. Il materiale utilizzato nelle cinture classiche è solitamente metallico, con un rivestimento, soprattutto interno, di velluto o pelle; le cinture moderne sono realizzate perlopiù su misura, in acciaio inossidabile rivestito internamente in neoprene o gomma, che assicura una migliore igiene. L'igiene è infatti uno degli aspetti maggiormente problematici per chi adopera la cintura di castità nonostante essa preveda, in ogni caso, la presenza di due piccole aperture, una anteriore e una posteriore, per l'espletazione dei bisogni fisiologici. Per impedire la rimozione della cintura, essa è predisposta per l'applicazione di uno o più lucchetti.